# 주한 베네수엘라 대사관
주한 베네수엘라 볼리바르 공화국 대사관(스페인어: Embajada de la República Bolivariana de Venezuela en la República de Corea) 또는 주한 베네수엘라 대사관은 대한민국 서울특별시 종로구 공평동 100 SC제일은행 16층에 위치하고 있는 베네수엘라 대사관이다.

## 역사
베네수엘라는 1965년 4월 29일에 대한민국과 수교했다. 대한민국 정부는 1973년 7월에 베네수엘라 카라카스에 주베네수엘라 대한민국 대사관을 설립했다. 베네수엘라 정부는 대한민국과 수교한 이후에 한동안 주일본 베네수엘라 대사관에서 대한민국과 관련된 외교 임무를 겸임해 오다가 1983년 10월에 대한민국 서울에 주한 베네수엘라 대사관을 설립했다.

## 주요 업무
주요 업무는 대한민국 정부와의 외교 교섭과 국제 협력, 경제, 통상 교섭, 양국 문화, 학술, 체육 교류 및 협력, 외교 정책 홍보, 대한민국 거주 베네수엘라 국민의 보호와 지도, 문서의 공증, 국적, 호적, 여권 및 사증 업무 등이다.

## 같이 보기
- 대한민국-베네수엘라 관계
- 주베네수엘라 대한민국 대사관
- 베네수엘라의 재외공관 목록
- 대한민국 주재 외국공관 목록